# In My Feelings
In My Feelings ist ein Lied des kanadischen Sängers und Rappers Drake aus dem Jahre 2018. Die fünfte Singleauskopplung aus seinem fünften Studioalbum Scorpion wurde von Lil Wayne, Drake, Magnolia Shorty, Static Major, Deezle, Jim Jonsin, TrapMoneyBenny, Rex Zamor, Phil “Triggaman” Price, Orville "Bugs Can Can" Hall und den City Girls geschrieben, sowie von TrapMoneyBenny und BlaqNmilD produziert.

## Inhalt
In My Feelings ist ein Contemporary R&B-Song mit deutlichen Elementen des Bounce-Genres. Die wesentlichen Bestandteile der musikalischen Untermalung sind neben Samples ein 808-Bass, Hi-Hats, Scratches, Claps und als Rimshots gespielte Snares. Außerdem ist auch der aus dem Old School Hip-Hop bekannte Cowbell-Effekt in das Instrumental eingebaut.
Das Lied beginnt mit einem Intro-Teil, in dem der Beat sowie ein von Drake mit tiefer Stimme rhythmisch gesprochener Text zu hören sind. Dann setzt der vom Interpreten melodisch gesungene Refrain ein, gefolgt von der einzigen, wesentlich monotoner vorgetragenen Strophe des Liedes und einem weiteren Refrain mit leicht abgewandeltem Text. Dann beginnt ein Bruch mit der bislang für Popmusik noch konventionellen Struktur des Songs, als die Rap-Formation City Girls einige Zeilen einwirft. Danach setzt ein stark gelooptes Sample des Liedes Smoking Gun der Rapperin Magnolia Shorty ein, während Drake zuerst in Ansätzen und dann zur Gänze den ersten Refrain singt. Plötzlich ertönt ein Stimmsample von Lil Waynes Single Lollipop und überlappt sich mit der Stimme Magnolia Shortys, wobei sich der Beat kurzzeitig verändert und schnellere Bass Drums zum Einsatz kommen. Am Ende wechselt das Instrumental erneut zum ursprünglichen zurück und Drake zitiert die aus dem Intro bekannten Zeilen. Während des finalen Fadeouts setzen Handtrommeln ein. Als die Musik kaum mehr zu hören ist, wird ein zirka neunsekündiger Dialog der Serie Atlanta abgespielt.
Im Text besingt Drake vier Frauen mit den Namen bzw. Initialen Kiki, K.B., Resha und J.T., und fragt sie, ob sie ihn lieben und nie verlassen würden. In der Strophe bittet er eine von ihnen, dass sie ihn so sehen soll, wie er war, bevor sich die Medien auf ihn stürzten. Die in den Samples gerappten Textfragmente weisen keinen inhaltlichen Bezug zum eigentlichen Lied auf.

## Musikvideo
Das Musikvideo beginnt mit einem etwa zweiminütigen Intro, in welchem ein von Drake gespielter Mann des Nachts im Garten vor dem Haus seiner Freundin Kiki, welche seine Textnachrichten ignorierte, erscheint und versucht, diese zu überzeugen, mit ihm auszugehen. Die Frau steht dabei auf einem Balkon und redet mit ihm. Sie sagt, er müsse erst aus seinem Handy die Kontakte zu anderen Frauen löschen. Er bietet ihr an, ihr sein Passwort mitzuteilen und freie Hand über sein Mobiltelefon zu geben. Auf einmal erscheint auf einem anderen Balkon der Villa Kikis Mutter und schickt den Mann weg. Zunächst tut er so, als würde er in sein Auto steigen, doch als sie wieder hinein geht, kehrt er zurück, um sein Gespräch fortzuführen. Dies bemerkt die Mutter allerdings und tritt erneut heraus, um ihn endgültig zu vertreiben. Er gibt vor, lediglich eine Kontaktlinse am Boden vor dem Haus verloren zu haben und verschwindet.
Erst jetzt setzt das eigentliche Lied ein und der Videoclip ändert plötzlich seinen kompletten Ton. Es ist nun helllichter Tag und wir befinden uns in einer urbanen Gegend mit sommerlichen, gelblichen Farben. Drake singt das Lied vor einem mit Graffiti besprühten Schuppen, welcher das Gesicht von Lil Wayne zeigt. Dazwischen folgen abwechselnd einige Clips, deren Optik, Kameraführung und Bildqualität an Home Videos erinnern, die kurze Szenen und Orte aus der Stadt zeigen. Vor unterschiedlichen Kulissen tanzen mehrere bunt gekleidete Personen, darunter auch die Internetpersönlichkeit Shiggy, wobei von den Frauen häufig getwerkt wird. Teilweise geschieht dies in Form einer Polonaise. Eine dieser Frauen trägt die von den City Girls gerappten Zeilen an verschiedenen Orten vor, während sie eine Choreografie zum Besten gibt. Drake sitzt später im Video mit Freunden an einem gedeckten Tisch vor einer Imbissbude, auf dem sich Getränke und Hot Dogs befinden, gen Ende hockt er in der Ecke eines mit rotem Licht ausgeleuchteten Nachtclubs.
Dann gibt es erneut einen Wechsel in der Narrative, als der Sänger plötzlich auf dem Sofa erwacht. Er erzählt einem ebenfalls im Raum anwesenden Mann, dass er geträumt hat, ein Musikvideo in New Orleans gedreht zu haben, in welchem er einen Tanz etabliert hat, der danach von der ganzen Welt nachgeahmt wurde. Auf einmal erscheint Shiggy, einen Laptop tragend, vor Drakes Tür, und fragt ihn, wann er bereit wäre, loszulegen. Der Sänger wirkt perplex und meint, er bräuchte noch zehn Minuten Zeit, und schickt den Webstar hinaus. Danach setzt zur Musik ein Abspann ein, in dem diverse Leute tanzen.
Kiki-Challenge
Für das Musikvideo von In My Feelings rief Shiggy die Kiki-Challenge ins Leben, bei welcher sich Personen beim Nachstellen der im Clip getanzten Choreografie filmen, während sie aus einem fahrenden Auto aussteigen. Der Trend wurde von manchen Boulevardmedien als gefährlich aufgefasst. Einige Quellen machen den Originalpost von Shiggy für den Erfolg des Liedes verantwortlich.

## Rezensionen
In My Feelings bekam positive Kritiken. Gelobt wurden vor allem die Bounce-Elemente des Liedes und seine Qualität als Sommerhit. Besonders euphorisch war das Rolling-Stone-Magazin, welches den Titel zum besten Song des Jahres ernannte. Das Lied tauchte auch in einer Vielzahl an anderen Bestenlisten über die großartigsten Lieder des Jahres 2018 auf, unter anderem denen von Complex, Billboard, The Guardian und MTV.

## Kommerzieller Erfolg

### Chartplatzierungen
In My Feelings war weltweit ein großer kommerzieller Erfolg, der unter anderem in den USA, dem Vereinigten Königreich, Kanada, Schweden, Dänemark, Australien und Neuseeland die Spitze der Charts, und in einer Vielzahl anderer Länder die Top Ten erreichen konnte. In Deutschland, Österreich und der Schweiz positionierte es sich auf den Plätzen 4, 3 und 2. In den USA war das Lied das kommerziell neunterfolgreichste des Jahres 2018.
| ChartsChartplatzierungen       | Höchstplatzierung | Wochen |
| ------------------------------ | ----------------- | ------ |
| Deutschland (GfK)              | 4 (18 Wo.)        | 18     |
| Österreich (Ö3)                | 3 (14 Wo.)        | 14     |
| Schweiz (IFPI)                 | 2 (17 Wo.)        | 17     |
| Vereinigte Staaten (Billboard) | 1 (22 Wo.)        | 22     |
| Vereinigtes Königreich (OCC)   | 1 (22 Wo.)        | 22     |

| ChartsJahrescharts (2018)      | Platzierung |
| ------------------------------ | ----------- |
| Deutschland (GfK)              | 58          |
| Österreich (Ö3)                | 61          |
| Schweiz (IFPI)                 | 48          |
| Vereinigte Staaten (Billboard) | 9           |
| Vereinigtes Königreich (OCC)   | 15          |

| ChartsJahrescharts (2010–2019) | Platzierung |
| ------------------------------ | ----------- |
| Vereinigte Staaten (Billboard) | 98          |

### Auszeichnungen für Musikverkäufe
| Land/Region                  | Auszeichnungen für Musikverkäufe (Land/Region, Auszeichnung, Verkäufe) | Verkäufe   |
| ---------------------------- | ---------------------------------------------------------------------- | ---------- |
| Australien (ARIA)            | 7× Platin                                                              | 490.000    |
| Belgien (BRMA)               | Platin                                                                 | 40.000     |
| Brasilien (PMB)              | 2× Diamant                                                             | 320.000    |
| Dänemark (IFPI)              | Platin                                                                 | 90.000     |
| Deutschland (BVMI)           | Gold                                                                   | 200.000    |
| Frankreich (SNEP)            | Diamant                                                                | 333.333    |
| Italien (FIMI)               | 2× Platin                                                              | 100.000    |
| Kanada (MC)                  | 5× Platin                                                              | 400.000    |
| Mexiko (AMPROFON)            | Platin                                                                 | 60.000     |
| Neuseeland (RMNZ)            | 3× Platin                                                              | 90.000     |
| Polen (ZPAV)                 | Platin                                                                 | 50.000     |
| Portugal (AFP)               | 2× Platin                                                              | 20.000     |
| Schweden (IFPI)              | Platin                                                                 | 80.000     |
| Spanien (Promusicae)         | Platin                                                                 | 40.000     |
| Vereinigte Staaten (RIAA)    | 8× Platin                                                              | 8.000.000  |
| Vereinigtes Königreich (BPI) | 2× Platin                                                              | 1.200.000  |
| Insgesamt                    | 1× Gold · 35× Platin · 3× Diamant ·                                    | 11.513.333 |

Hauptartikel: Drake (Rapper)/Auszeichnungen für Musikverkäufe